# En España. Escuchando a Isabel Pantoja
En España. Escuchando a Isabel Pantoja è l'undicesimo album di Cristiano Malgioglio e si tratta, ad oggi, del suo unico Live. Fu distribuito dall'etichetta Discomagic nel 1994 e si tratta di un concerto dal vivo registrato a Siviglia.
L'album è dedicato alla cantante spagnola (e cara amica di Cristiano Malgioglio) Isabel Pantoja e porta il titolo del brano di apertura Escuchando a Isabel Pantoja.
Contiene Los chicos de Andalucia e Os garatos brasileros che sono, rispettivamente, la versione spagnola e brasiliana del brano I ragazzi napoletani che aveva realizzato nel 1992 in duetto col tenore Pietro Ballo nell'album Futtetenne.
Da sottolineare che Aldo Tagliapietra e Pietro Ballo non erano al concerto tenutosi a Siviglia, la base con le loro voci era preregistrata ed infatti cantano in italiano.

## Tracce
1. Escuchando a Isabel Pantoja (C. Malgioglio, M. Chieregato)
2. Mascara (C. Malgioglio, M. Chieregato)
3. Belle époque (C. Malgioglio, Aldo Tagliapietra)
4. Triangulo (C. Malgioglio, S. Hoffman)
5. Una historia amarillenta (C. Malgioglio, E. Belmonte, L. Caccavo)
6. En privado (C. Malgioglio, Neil Tennant, Chris Lowe)
7. Los chicos de Andalucia (C. Malgioglio, Corrado Castellari)
8. No vivo sin ti (When Your Heart Is Weak) (Peter Kingsbery)
9. The days of Pearly Spencer (David McWilliams, V. Manuel)
10. Manana si me quieres (C. Malgioglio, Wando)
11. Ruego a dios que no me veas asi (C. Malgioglio, L. Sayer, A. Tarney)
12. Me mandas rosas (Agepê, Canario)
13. No te olvides de mi (C. Malgioglio, M. Sullivan, P. Massadas)
14. Os garatos brasileros (C. Malgioglio, D. Danello)